# 少脉雀梅藤
少脉雀梅藤（学名：Sageretia paucicostata）为鼠李科雀梅藤属下的一个种。

## 扩展阅读
- 維基物種上的相關：少脉雀梅藤